# Бірево
Бірево — село у складі міського поселення Клин Клинського району Московської області Російської Федерації.

## Розташування
Село Бірево входить до складу міського округу Клин, воно розташовано на північ від міста Клин. Найближчі населені пункти Троїцино, Селевіно. Найближча залізнична станція Клин.

## Населення
Станом на 2010 рік у селі проживало 405 людей

## Пам'ятки архітектури
У селі збереглася кам'яна церква Святої Трійці збудована у 1804 році.